# Дели Хасан
Дели Хасан (грч. Μοναστηράκι, Монастираки) је насељено место у општини Синтика у периферији Средишња Македонија, Грчка. Према попису из 2021. године било је 168 становника.
Према бугарском географу и историчару, Василу Канчову, у Дели Хасану је 1900. године живело 280 Словена хришћана, 140 Турака и 55 Рома. Године 1924. муслиманско становништво (Турци и Роми) принудно је исељено у Турску и словенско у Бугарску (222 особа). На њихово место је насељено 79 грчких избегличких породица, укупно 300 особа. На попису из 1028. Дели Хасан је имао 322 становника.